# Thiên thạch Winchcombe
Thiên thạch Winchcombe là một thiên thạch được nhìn thấy rộng rãi khi đi vào bầu khí quyển của Trái Đất như một quả cầu lửa trên Gloucestershire, Anh vào lúc 21:54 ngày 28 tháng 2 năm 2021 (tức là 04:54 ngày 1 tháng 3 theo giờ Việt Nam).